# Радолишта
Радолишта (мкд. Радолишта алб. Ladorishti) су насеље у Северној Македонији, у крајње западном делу државе. Радолишта припадају општини Струга.

## Географија
Насеље Радолишта је смештено у крајње западном делу Северне Македоније, близу државне границе са Албанијом (4 km западно од насеља)]. Од најближег града, Струге, насеље је удаљено 5 km западно.
Радолишта се налазе у историјској области Охридски крај, која обухвата приобаље Охридског језера. Насеље је смештено на северозападној страни језера. Западно од насеља издиже се планина Јабланица, док се источно пружа Струшко поље. Надморска висина насеља је приближно 740 метара.
Клима у насељу, и поред знатне надморске висине, има жупне одлике, па је пре умерено континентална него планинска.

## Становништво
Радолишта су према последњем попису из 2002. године имала 3.119 становника. 
Већину становништва насеља чине Албанци (99%).
Претежна вероисповест је ислам.